# یواس‌اس اپرسان (دی‌دی-۷۱۹)
یواس‌اس اپرسان (دی‌دی-۷۱۹) (به انگلیسی: USS Epperson (DD-719)) یک کشتی بود که طول آن ۳۹۰ فوت ۶ اینچ (۱۱۹٫۰۲ متر) بود. این کشتی در سال ۱۹۴۵ ساخته شد.